# Cratere Hamilton
Hamilton è un cratere lunare di 57,45 km situato nella parte sud-orientale della faccia visibile della Luna.
Il cratere è dedicato all'astronomo irlandese William Rowan Hamilton.

## Crateri correlati
Alcuni crateri minori situati in prossimità di Hamilton sono convenzionalmente identificati, sulle mappe lunari, attraverso una lettera associata al nome.
| Hamilton | Coordinate            | Diametro (in km) |
| -------- | --------------------- | ---------------- |
| B        | 42°39′36″S 81°51′00″E | 33,54            |